# トルコの漫画
トルコの漫画は、政治・社会風刺を核とするカリカチュル（土: karikatür）と、物語性の強いチズギ・ロマン（土: çizgi roman （→描かれた物語））に大別される。新聞・ユーモア誌を媒体とするカリカチュルが主流の文化である一方、チズギ・ロマンは子どもの読み物と見なされる傾向があり、国産作品に比べて米国、イタリア、フランスからの翻訳出版の存在感が強い。
オスマン帝国末期の第二次立憲政期に風刺漫画が隆盛し、共和国期には大衆化とともに社会風俗を描く傾向が広がった。1955〜1975年は黄金期とされ、国産を含むストーリー漫画が新聞連載や欧米式コミックブックで人気を得たが、1960年の軍政やテレビ普及を経て衰退し、1970年代以降はユーモア誌が漫画の中心的媒体となった。2000年代以降は書籍形式の出版や、古典文学の漫画化、アニメを契機とした日本漫画の受容も進んだ。

## 歴史

### オスマン帝国期: 19世紀-1920年代
トルコではイスラムの偶像禁止文化により人物画の前史が存在せず、そのため現代に至るまで漫画の発展が阻害されてきたという見方がある。実際のところオスマン帝国時代のトルコには物語性を持った細密画（ミニアチュール）の伝統が存在しており、これがトルコ漫画のルーツになったという説もあるが、写本の文章に添えられた挿絵に近いもので近代的な漫画とはつながりがないという説もある。

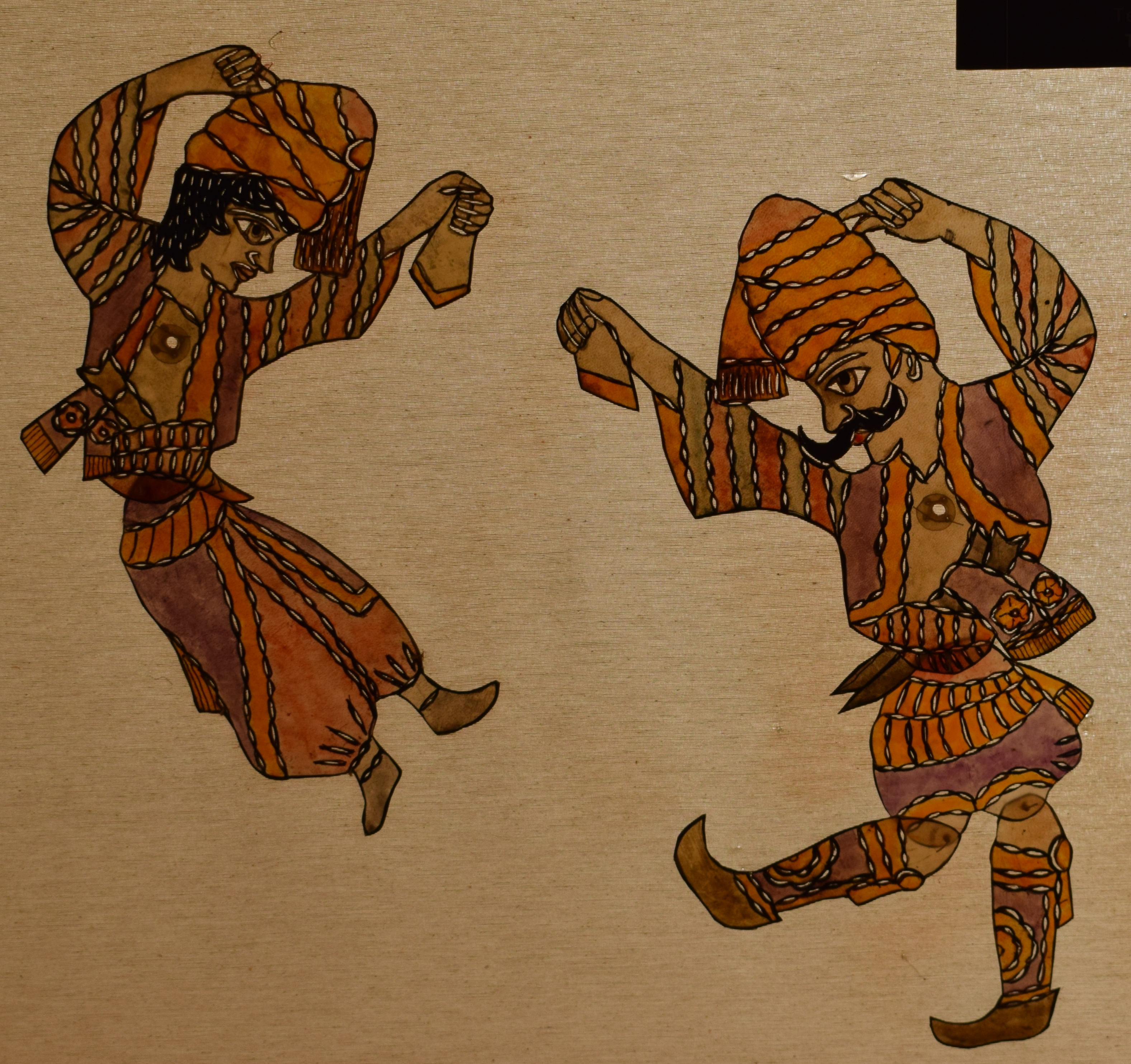
伝統的な影絵芝居の道化カラギョズは影絵そのままの平面的な絵で初期の風刺雑誌に登場していた。

いずれにせよ、漫画はオスマントルコが西洋近代文化の一つとして取り入れた新聞・雑誌紙上の風刺漫画として流入してきた。社会のさまざまな分野で西洋化が推進されたタンジマート期（1839-1876）のことだった。初期の作品には、トルコ庶民の風刺文化を担ってきた伝統影絵芝居の登場人物カラギョズとハジヴァトを流用したものがあった。ただし当時は識字率が10%に満たず、出版メディアを享受していたのはエリートのみだった。ジャーナリストは一般に海外事情に通じたインテリ層の出で、改革と近代化の意識を強く持っていた。1870年に新聞記者テオドル・カサップが発刊した『ディヨジェン』（→ディオゲネス）はオスマン語風刺雑誌の先駆けだったが、体制批判が原因で弾圧を受けることになった。その後アブデュルハミト2世治下の反動を経て、第二次立憲政期 (1908-1918) に批判的ジャーナリズムと風刺漫画が再興した。この時期の主導的な漫画家にジェミル・ジェムがいる。外交官だったジェムは、ヨーロッパ滞在中に写実的・立体的な描画技法や、キャプションを付けたスタイルの一コマ漫画を学び、帰国後にトルコ漫画の基礎を築いた。
第一次世界大戦と解放戦争の間は、それぞれの政治勢力を支持する漫画家たちが作品を通じて互いに争った。多くの雑誌が創刊された中でも、19世紀の風刺雑誌の趣向を引き継いだ『カラギョズ』(1908-1951) と、スルタン政府を支持していた『アクババ』（→ハゲワシ） (1922-1977) は動乱を乗り越えて次の時代にも刊行を続けることになる。
- 風刺雑誌『ディヨジェン』第1号の表紙 (1870)。樽に入ったディオゲネスが描かれている。
- ジェミル・ジェム作（1909）。『カレム（英語版）』誌表紙。

### 共和制樹立から第二次世界大戦まで: 1920-1940年代

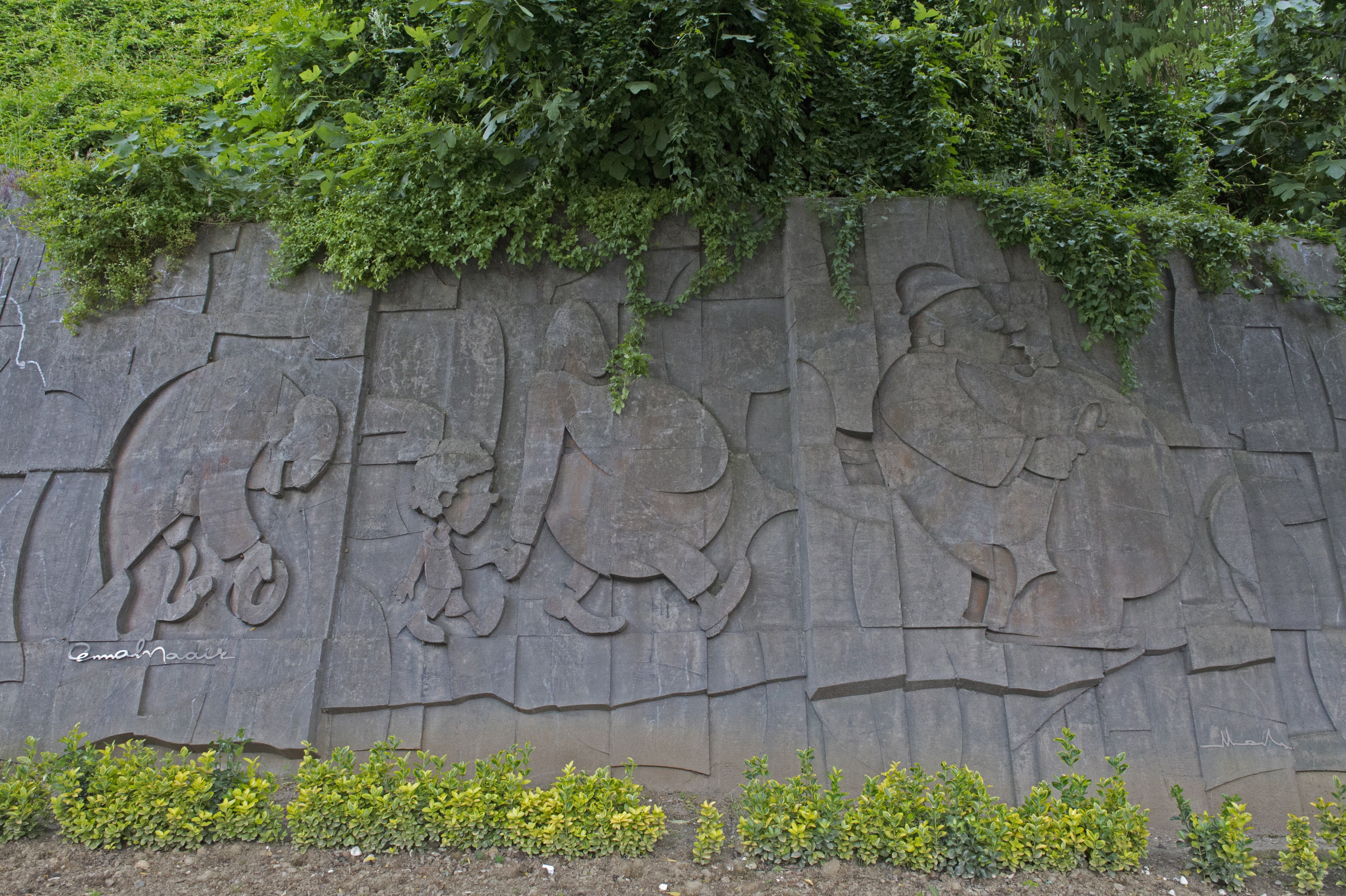
ジェマル・ナーディル・ギュレル (1902-1947) が生み出したキャラクターのモニュメント。こうもり傘と山高帽がトレードマークの太った紳士アムジャベイ（写真右）はトルコで最初の人気キャラクターだった。

オスマン帝国に代わってトルコ共和国が建国されると一般市民向けの新聞・雑誌が普及し始めた。それらは現代の漫画に近い形式のユーモア作品を掲載していた。建国の英雄であったムスタファ・ケマル・アタテュルクは出版ジャーナリズムを推進する一方で共和人民党政権への批判を抑圧した。読者層が大衆化したこともあり、政治風刺の代わりに生活や社会世相を描く作品が増えた。代表的な漫画家にはジェマル・ナーディル・ギュレルを始めとしてラミズ・ギョクチェ、スルリ・ギュメンがいる。庶民の出自だったギュレルは近代西洋画の伝統から離れたアイコン的な画風を確立し、国民的な漫画家となった。ギュレルが作り出したイスタンブール市民のアムジャベイ（→おじさま）はトルコで最初に広く認知された漫画キャラクターだった。ギュレルのライバルで女性を描く第一人者だったギョクチェのトムブル・テイゼ（→豊満なおばさん）は当時の男性読者からアイドル的な人気を得た。
- ジェマル・ナーディル・ギュレル作 (1935)。『アクシャム（英語版）』紙掲載。
- ラミズ・ギョクチェ作 (1928)。『アクババ』誌掲載。アラビア文字からラテン文字への切り替えを風刺している。

1935年ごろ、アタテュルク政権下で起こった西洋化の機運の中で、児童向け新聞・雑誌において『ザ・ファントム』、『ミッキーマウス』、『フラッシュ・ゴードン』、『ターザン』のような米国コミックのブームが起きた。ただし反資本主義、反米主義の観点から子どもに漫画を読ませることに反対する集団もおり、そのため作中の設定やイデオロギーは改変されていた。主人公の名や外見はトルコ風に修正される一方、悪役は外国人のままにされた。1939年に創刊された最初のコミック誌 1001 Roman は同種の刊行物の中でもっとも成功を収めた。しかしトルコの出版社はイタリア経由で米国漫画を輸入していたため、第二次世界大戦がはじまると新しい作品が入って来づらくなった。社会の中で急激なアメリカ化への懸念が高まったこともあり、また戦時不況もあって漫画出版は下火になった。一方で、それまで海外作品の模作を行っていたスアト・ヤラズ、ファルク・ゲチ、シャハプ・アイハンのような若手の漫画家が自分の作品を描き始めたのもこの時期である。1945年にはネディム・チョルによって児童誌『ドアン・カルデシ』が創刊され、漫画出版は停滞期を脱した。

### ゴールデンエイジ: 1950-1970年代
トルコの漫画は1955年から1975年にかけて黄金時代を迎えたとされている。共和国政権下での文字改革や美術教育改革は漫画家が自由な創作活動を行える土壌を作った。一党独裁を行っていた共和人民党が1950年に政権を退くと、一時的にせよジャーナリズムへの制約は緩められ、トゥルハン・セルチューク、セミヒ・バルジュオール、年少の女性漫画家として注目されたセルマ・エミルオールら、「50年代世代」と呼ばれる風刺漫画家が新しい作風を生み出した。
第二次世界大戦後、自由主義陣営に所属したトルコの漫画には欧米の影響が強く表れることになった。児童誌のみならず、新聞に欧米の長編ストーリー漫画が連載されるようになり、各紙の発行部数に大きな影響を持った。『ブロンディ』、『親爺教育』、『ビートル・ベイリー』などの米国新聞漫画が人気を集めた。1951年にはイタリア漫画の西部劇キャラクター『ペコス・ビル』の単独誌（1本の作品だけが掲載される定期刊行のコミックブック）が4万部のヒットとなり、同様の作品『テックス』、『キノワ』、『ザゴール』が続けて出版された。トルコ語版で「トミックス」と改名されたキャプテン・ミキは子どものヒーローとなった。1958年から1960年代にかけて『ラッキー・ルーク』、『アステリックス』などフランス／ベルギーの漫画（バンド・デシネ）が流入した。『タンタン』などは無許諾の現地版が制作されるヒットとなった。「スーパーマン」など米国のスーパーヒーロー作品はあまり関心を集めず、後年に同ジャンルの映画が続けて公開されるようになるまで定着しなかった。
トルコ人漫画家による作品は、当時の中流階級の上昇志向を反映したアンチヒーローが特徴的だった。その中でもトゥルハン・セルチュークが1957年に作り出した詐欺師のトリックスター、アブデュルジャンバズは、長年にわたって描き続けられる中で紳士のヒーローに生まれ変わり、2010年代まで活躍を続けた。

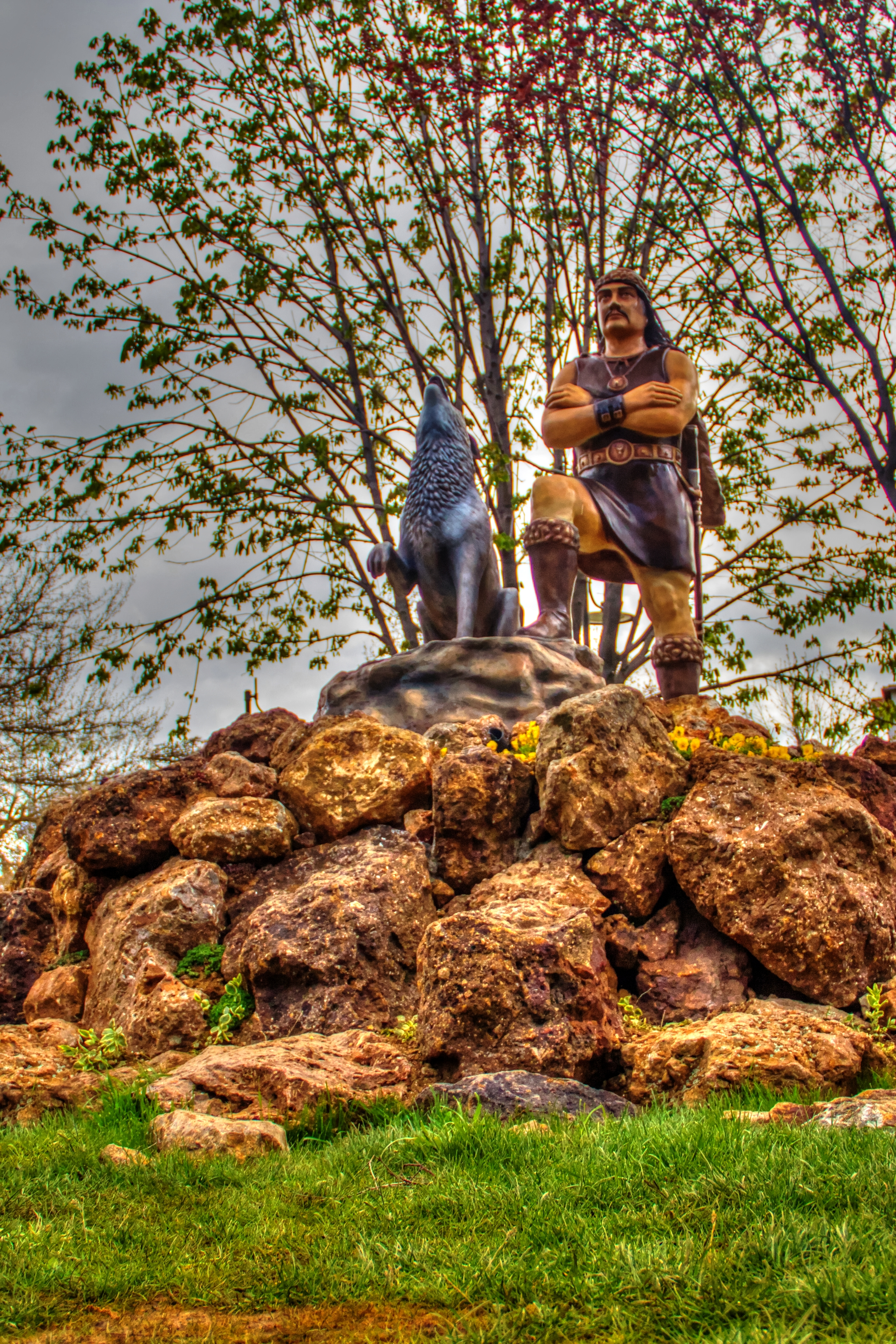
タルカン（写真の像）は狼に育てられたフン族の勇士である。

1960年にクーデターによって軍事政権が誕生すると、新聞から政治的・風刺的な漫画作品は姿を消し、ユーモア雑誌の多くも刊行を止めた。コミックブック出版においてもナショナリズム色が濃い空想的な歴史物の流行という形でその影響が現れた。トルコ人男性の英雄が敵軍を征伐し、異教徒の女性を次々と自らのものにするような作品が数多く描かれた。チンギス・ハン時代を舞台にしたスアト・ヤラズの『カラオラン』(1962) はトルコを代表とするキャラクターの一人となり、フランスでも100号以上にわたって出版され英語やドイツ語にも翻訳された。同作の影響で生まれた作品には『タルカン』、Kara Murat、Malkoçoğlu などが挙げられる。
翻訳誌ではイタリアの Süper Teks、Zagor、Kaptan Swing が人気を集めた。1967年に発刊された Korku は米国のホラーコミックやヴァンピレラ、英雄コナンといったキャラクターをトルコに紹介した。また1960年代には『ズプズプ』などの児童誌が再興し、少女雑誌も登場した。ティーン向け雑誌 Tina は現代的でファッショナブルな生活をおくる金髪でモデル体型の主人公を描き、少女読者の願望に応えた。

### 『グルグル』とユーモア誌の時代: 1970-1990年代
トルコの新聞はこの時期まで印刷技術が未発達で、写真を載せる代わりにイラストレーションや漫画に大きなスペースが割かれていた。しかし1970年代にオフセット印刷が導入されると事情が変わり、報酬水準を下げられた漫画家は雑誌など別の分野に移っていった。漫画の人気は全般的に低下し、後年になってもこれ以前の水準にまで回復することはなかった。1971年ごろのコミックブックは毎号4万5千部ほどの売り上げがあったが、この数字は年々低下していった。Süper Korku などのホラーコミック誌も1980年代までに軒並み刊行を止めた。
1972年にオウズ・アラルが創刊したユーモア雑誌『グルグル』（→おふざけ）は庶民視点の批評性を打ち出し、『アクババ』などの大時代な知識人向け風刺誌に取って代わった。『グルグル』を筆頭に、同誌から派生した『レマン』など総計で発行部数100万部を数えたユーモア誌は、漫画の媒体として実質的に唯一の存在となった。ユーモア誌上では卑語を用いた皮肉で風刺的な作品が多数を占めた。アラルが『グルグル』誌上で作り出したアヴァナク・アヴニ（→騙されやすいアヴニ）は同時代の一般人の代表で、痛めつけられ、つま弾きにされながらもしたたかに生きているキャラクターで、米国の「イエロー・キッド」になぞらえられている。アラルはまた『グルグル』誌に新人を積極的に起用した。同誌は新聞から弾き出された漫画家に活躍の場を与え、次世代の漫画界を支える才能を数多く育成したと評価されている。ただしそれらの作家はアラルの亜流でしかないという評もある。『グルグル』出身で独自の作風を築いた作家には、リアルでペシミスティックな作品を描いたガリプ・テキンやイルバン・エルテムがいる。
- イスタンブール、カドゥキョイに立てられている漫画家オウズ・アラルの彫像。
- アラルの作品、アヴァナク・アヴニの像。

1990年代にはコミックブックのファンダムから多数のファンジン（同人誌）が出版されるようになったが、一般社会における漫画の認知を高める効果はなかった。メビウスやエンキ・ビラルのような高名なバンド・デシネ作家、あるいは『メタル・ユルラン』やグラフィックノベルといった海外コミックのムーブメントから影響を受けたマニア向けのコミック誌もいくつか刊行されたものの（ Zeplin、Rh+、Resimli Roman など）、いずれも短命に終わっている。
トルコの出版メディアはこのころテレビの普及によって大きな打撃を受けた。『タルカン』などのコミック誌や『グルグル』は1995年までに刊行を止めた。ユーモア誌の市場は1990年代半ばまでの10年間で1/5に落ち込んだとされている。それらの雑誌はテレビと競合しないアンダーグラウンドな方向に活路を求め、グロやセックス、冷笑といった題材に傾いた。それとともに、左右の政治対立よりも自身のライフスタイルを堅持することを重視する世代が登場したことで風刺漫画の性格も変わっていった。『レマン』系列の雑誌 L-Manyak には、良識をあざ笑う暴力的・卑猥な描写を通じて社会批評を行う作品が掲載された。画風の面では、それまでのミニマルな絵に代わってディテールの利いたリアルな背景が好まれるようになった。L-Manyak の作風は2010年代に至るまでトルコ漫画の主流となっている。同誌ではブレント・ウストゥンの Kötü Kedi Şerafettin（→悪党猫シェラフェッティン）（2015年アニメ映画化）が人気を集めた。2010年代にもユーモア誌は健在であり、トルコ報道出版情報総局によってトルコの出版界で最も成功したものの一つとされている。この時期にはまた、トルコ語版『プレイボーイ』のような雑誌に『ドルーナ』などのエロティカが掲載され始めた。

### 現代: 2000年代以降
大衆向けユーモア誌に掲載される社会風俗を扱った漫画と、一般紙の政治風刺漫画が現代トルコ漫画の主流を占めている。それらの漫画は絵画や彫刻と並ぶ美術分野の一つと見なされており、研究・評論誌 Gül Diken も存在する。アイドゥン・ドゥアン財団の主催により世界的な規模の一コマ漫画コンペティションが毎年開催されており、イスタンブールには市立の「漫画（カリカチュア）とユーモア美術館」が設置されている。代表的な風刺漫画家にはタン・オラルがいる。その一方、長編ストーリー漫画はトルコの漫画文化の中では傍流の位置づけにあり、一般に受け入れられる多様な作品は存在しないという批判がある。
2011年、女性視点による風刺漫画雑誌『バヤン・ヤヌ』（→婦人の側に）が創刊された。
2000年代以降、中東地域にグラフィックノベル（書籍形式で出版される漫画）のムーブメントが及んでおり、トルコでも作画と原作を兼任する作家による作品が数多く描かれている。国民教育省の主導によりトルコ国内外の文学作品をグラフィックノベル化するプロジェクトが行われている。エルシン・カラブルトの Sandıkiçi  やM・K・パーカーの Öyle Bir Geçer Zaman Ki など、作家性の強い告白調の自伝的作品もある。米国やフランス語圏からの翻訳出版も盛んであるが、英語で出版されているトルコ発のグラフィックノベルは2017年時点でオズゲ・サマンジュによるメモワール Dare to Disappoint: Growing up in Turkey のみである。
そのほか、米国映画や日本アニメとメディアミックスした漫画作品もトルコ国内で人気を集めている。トルコへの日本のサブカルチャーの流入は1970年代にアニメが先行し、1999年に刊行されたセリフのない漫画『ゴン』が現地出版の嚆矢となった。アニメ放映とタイアップした『爆転シュート ベイブレード』(2004) などがそれに続き、2010年以降に少年漫画の人気が定着した。トルコでイスラム学を研究する山本直輝は、『NARUTO―ナルト―』や『鬼滅の刃』といった少年向け作品の現地人気を、スーフィズムにおける修道（スルーク）、師弟関係（ムルシド／ムリード）、悔悟（タウバ）のような要素との共鳴として論じている。その一方で、イスラム的価値観と合致しない転生や同性愛のような題材を扱った作品の人気は限定的である。

## 映画化
トルコで最初にヒットした漫画原作映画は『ジジジャン』(1963年)である。原作は米国作品『リル・アブナー』に影響を受けていた。1960年代から1970年代にかけて時代劇漫画の映画化が流行し、2010年代までの通算で「カラオラン」7作、「タルカン」5作、「カラ・ムラト」8作が制作された。架空のバンドの関係者を主人公とした漫画 Bizimkiler は1971年に Hüdaverdi-Pırtık として映画化された。1980年代以降は漫画の映画化は数少なくなったが、2000年代にヒットしたアニメ映画 Kötü Kedi Şerafettin のような例外もある。